# منداي (تكساس)
منداي (بالإنجليزية: Munday)‏ هي مدينة أمريكية تقع في ولاية تكساس.تبلغ مساحة هذه المدينة 3.7 (كم²)،ويبلغ عدد سكانها 1527 نسمة حسب إحصاء سنة 2010 م. تشير إحصاءات سنة 2000م بأن الكثافة السكانية في هذه المدينة تقدر بـ(416.4) نسمة/كم2.

## التركيبة السكانية
حدّد مكتب تعداد الولايات المتحدة بيانات التركيبة السكانية لمنداي في تعداد الولايات المتحدة. في ما يلي، التركيبة السكانية حسب تعدادي 2000 و2010.

### تعداد عام 2000
بلغ عدد سكان منداي 1,527 نسمة بحسب تعداد عام 2000، وبلغ عدد الأسر 597 أسرة وعدد العائلات 405 عائلة مقيمة في المدينة. في حين سجلت الكثافة السكانية 412.7 نسمة لكل كيلومتر مربع (1,068.9/ميل2). وبلغ عدد الوحدات السكنية 701 وحدة بمتوسط كثافة قدره 189.5 لكل كيلومتر مربع (490.8/ميل2).
وتوزع التركيب العرقي للمدينة بنسبة 69.48% من البيض و8.51% من الأمريكيين الأفارقة و1.05% من الأمريكيين الأصليين و0.20% من سكان جزر المحيط الهادئ و17.81% من الأعراق الأخرى و2.95% من عرقين مختلطين أو أكثر و30.58% من الهسبانيون أو اللاتينيون من أي عرق.
بلغ عدد الأسر 597 أسرة كانت نسبة 37% منها لديها أطفال تحت سن الثامنة عشر تعيش معهم، وبلغت نسبة الأزواج القاطنين مع بعضهم البعض 53.6% من أصل المجموع الكلي للأسر، ونسبة 11.2% من الأسر كان لديها معيلات من الإناث دون وجود شريك، بينما كانت نسبة 3% من الأسر لديها معيلون من الذكور دون وجود شريكة وكانت نسبة 32.2% من غير العائلات. تألفت نسبة 31% من أصل جميع الأسر من عدة أفراد يعيشون في نفس المنزل ونسبة 18.6% كانت تتألف من شخص يعيش بمفرده يبلغ من العمر 65 عاماً أو أكثر. وبلغ متوسط حجم الأسرة المعيشية 2.47، أما متوسط حجم العائلات فبلغ 3.12.
بلغ العمر الوسطي للسكان 37.4 عاماً. وكانت نسبة 30% من القاطنين تحت سن الثامنة عشر، وكانت نسبة 5.4% بين الثامنة عشر والرابعة والعشرين عاماً، ونسبة 23.7% كانت واقعةً في الفئة العمرية ما بين الخامسة والعشرين والرابعة والأربعين عاماً، ونسبة 17.6% كانت ما بين الخامسة والأربعين والرابعة والستين، ونسبة 19.8% كانت ضمن فئة الخامسة والستين عاماً فما فوق. يوجد لكل 100 أنثى 89.0 ذكر، ويوجد لكل 100 أنثى في الثامنة عشر من عمرها فما فوق 84.1 ذكر.
بلغ متوسط دخل الأسرة في المدينة 22,708 دولارًا، أما متوسط دخل العائلة فبلغ 28,158 دولارًا. وكان متوسط دخل الذكور 22,303 دولارًا مقابل 20,769 دولارًا للإناث. وسجل دخل الفرد الخاص بالمدينة 11,593 دولارًا. وكانت نسبة 21.8% من العائلات ونسبة 29.1% من السكان تحت خط الفقر، وكان من هؤلاء نسبة 43.5% تحت سن الثامنة عشر ونسبة 17% في الخامسة والستين من العمر وما فوق.

### تعداد عام 2010
بلغ عدد سكان منداي 1,300 نسمة بحسب تعداد عام 2010، وبلغ عدد الأسر 526 أسرة وعدد العائلات 338 عائلة مقيمة في المدينة. في حين سجلت الكثافة السكانية 351.4 نسمة لكل كيلومتر مربع (910.1/ميل2). وبلغ عدد الوحدات السكنية 676 وحدة بمتوسط كثافة قدره 182.7 لكل كيلومتر مربع (473.2/ميل2).
وتوزع التركيب العرقي للمدينة بنسبة 70.46% من البيض و7% من الأمريكيين الأفارقة و0.46% من الأمريكيين الأصليين و18.85% من الأعراق الأخرى و3.23% من عرقين مختلطين أو أكثر و38.23% من الهسبانيون أو اللاتينيون من أي عرق.
بلغ عدد الأسر 526 أسرة كانت نسبة 32.3% منها لديها أطفال تحت سن الثامنة عشر تعيش معهم، وبلغت نسبة الأزواج القاطنين مع بعضهم البعض 45.6% من أصل المجموع الكلي للأسر، ونسبة 15.6% من الأسر كان لديها معيلات من الإناث دون وجود شريك، بينما كانت نسبة 3% من الأسر لديها معيلون من الذكور دون وجود شريكة وكانت نسبة 35.7% من غير العائلات. تألفت نسبة 33.3% من أصل جميع الأسر من عدة أفراد يعيشون في نفس المنزل ونسبة 17.7% كانت تتألف من شخص يعيش بمفرده يبلغ من العمر 65 عاماً أو أكثر. وبلغ متوسط حجم الأسرة المعيشية 2.38، أما متوسط حجم العائلات فبلغ 3.04.
بلغ العمر الوسطي للسكان 38.2 عاماً. وكانت نسبة 28.1% من القاطنين تحت سن الثامنة عشر، وكانت نسبة 7.6% بين الثامنة عشر والرابعة والعشرين عاماً، ونسبة 21.8% كانت واقعةً في الفئة العمرية ما بين الخامسة والعشرين والرابعة والأربعين عاماً، ونسبة 20.3% كانت ما بين الخامسة والأربعين والرابعة والستين، ونسبة 22.2% كانت ضمن فئة الخامسة والستين عاماً فما فوق. وتوزع التركيب الجنسي للسكان بنسبة 46.9% ذكور و53.1% إناث.